# Citocrom c oxidază

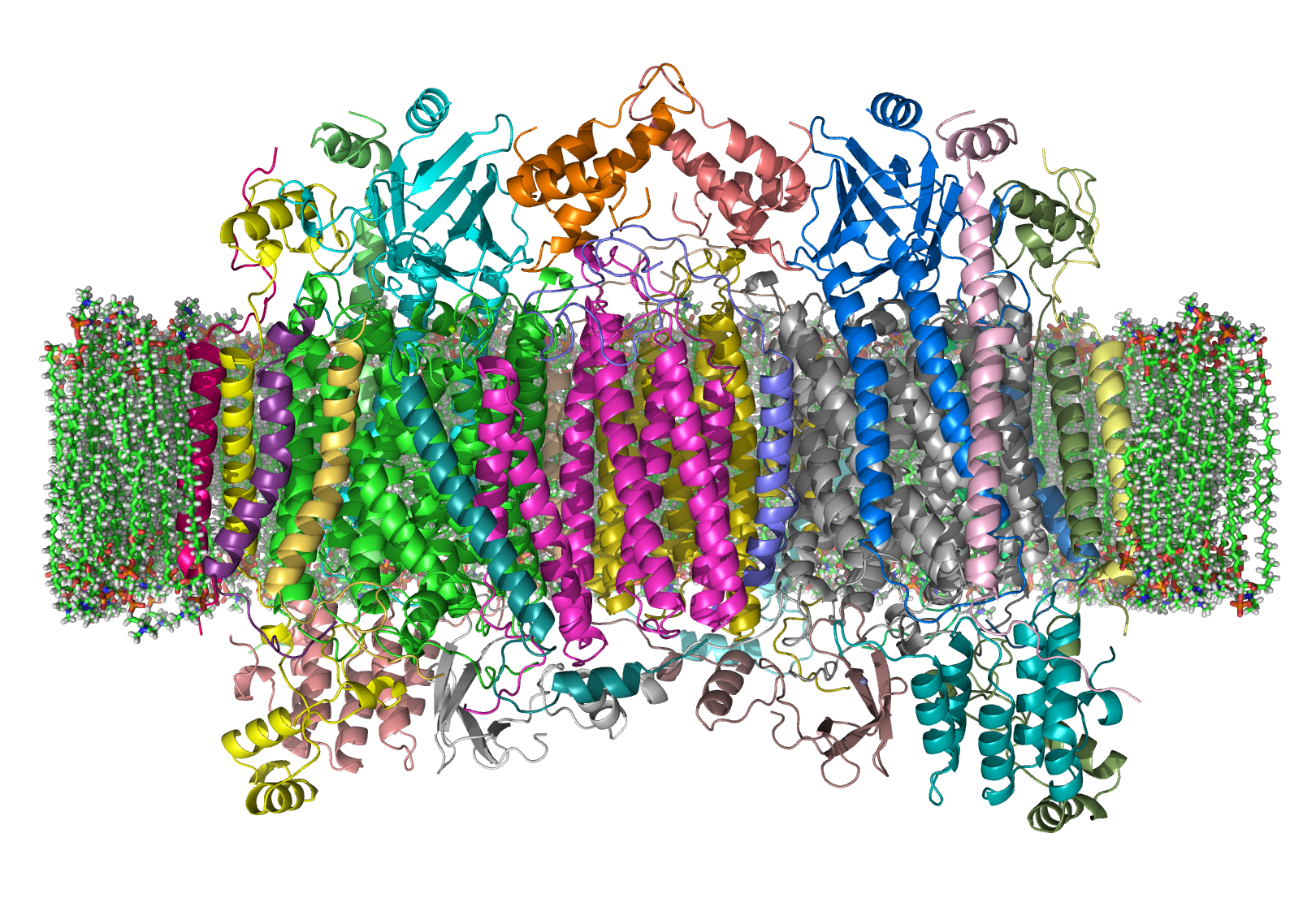
Structura citocrom c oxidazei în bistratul fosfolipidic

Enzima citocrom c oxidază sau complexul IV EC 1.9.3.1 este un mare complex proteic transmembranar răspândit la nivelul mitocondriilor bacteriilor, arheelor și eucariotelor.
Este ultima enzimă implicată în lanțul transportor de electroni de la nivel celular și este localizată la nivel membranar. Acceptă un electron pentru fiecare dintre cele patru molecule de citocrom c și le transferă moleculei de oxigen, ceea ce ajută la convertirea oxigenului molecular la două molecule de apă.